# Cloreto de cromilo
Cloreto de cromilo é um composto químico com a fórmula CrO2Cl2. Este composto é um líquido vermelho a temperatura e pressão ambiente. Sua estrutura molecular é um tetraedro, como o SO2Cl2. CrO2Cl2 é similar ao comumente encontrado derivado de cromo (VI) cromato, [CrO4]2−; ambos são compostos de Cr (VI) tetraédricos. Eles diferem em propriedades físicas, um é um líquido e o outro forma sais sólidos. E eles também diferem em poder oxidante.
CrO2Cl2 é uma espécie molecular neutra. Isto significa que nas formas líquidas e sólidas, as entidades individuais CrO2Cl2 interagem puramente via ligações de van der Waals. Tal ligação fraca leva a baixos pontos de fusão e ebulição, os quais são relacionados ao fato que é um líquido destilável nas condições normais.